# الريادي (المحويت)

تعديل مصدري - تعديل

الريادي هي إحدى قرى عزلة الغربي الاعلى بمديرية المحويت التابعة لمحافظة المحويت، بلغ تعداد سكانها 594 نسمة حسب تعداد اليمن لعام 2004.